# Jerzy Wojtowicz (malarz)
Jerzy Wojtowicz (ur. 25 lutego 1952 w Sanoku) – polski artysta malarz, konserwator dzieł sztuki.

## Życiorys
Urodził się 25 lutego 1952 w Sanoku. Syn Mieczysława (1917-1992, żołnierz PSZ i pracownik Autosanu) i Bronisławy z domu Szczudlik (1921–2004). W 1961 uległ nieszczęśliwemu wypadkowi, wskutek którego utracił prawą rękę. Absolwent II Liceum Ogólnokształcącego w Sanoku z 1972. Studiował na Wydziale Malarstwa Akademii Sztuk Pięknych im. Jana Matejki w Krakowie w pracowni prof. Zbigniewa Grzybowskiego i 1980 otrzymał dyplom z wyróżnieniem. W tym samym roku został też absolwentem Studium Pedagogicznego przy krakowskiej ASP w zakresie nauczania malarstwa, rysunku, kompozycji i technologii w szkołach o kierunku plastycznym. 
Od 1981 zatrudniony w Pracowni Konserwacji Zabytków Muzeum Budownictwa Ludowego w Sanoku, od 2009 kierownik tejże pracowni. W 1998 otrzymał tytuł konserwatora dzieł sztuki. Wykonywał rekonstrukcje dzieł sztuki, m.in. konserwacje polichromii w cerkwi w Komańczy, ikonostasu w cerkwi katedralnej w Lublinie, a także cerkwi w Świątkowej Małej, cerkwi w Jabłecznej. Jest także pedagogiem.
Jako artysta zajmuje się malarstwem, rysunkiem, grafiką, pisaniem ikon. Treści jego twórczości odnoszą się do Sanoka. Jego prace prezentowano na wystawach indywidualnych i zbiorowych w kraju (w Sanoku pierwsze dwie w 1979 i 1984) i za granicą (Włochy, Holandia, Słowacja, m.in. w Pradze, Wiedniu). Od 1980 uczestnik plenerów malarskich, także zagranicznych. Jego prace trafiły do zbiorów np. we Francji, Niemczech, Stanach Zjednoczonych, Belgii, Słowacji, Austrii i Watykanie. Pomysłodawca i organizator Międzynarodowych Warsztatów „Ikony Karpackie”.
Od 2000 pełnił funkcję prezesa Korporacji Literackiej w Sanoku. Został członkiem oddziału Związku Polskich Artystów Plastyków w Rzeszowie.

## Nagrody
- I nagroda w konkursie pt. „Ziemia rodzinna Grzegorza z Sanoka w malarstwie” (1985, za obraz Sanok zimą o zmierzchu)[14]
- I nagroda (1985), wyróżnienie (1987) na Biennale Plastyki Krośnieńskiej[1]
- Nagroda Miasta Sanoka w dziedzinie sztuki za rok 2002[15][16][3]